# Najat Vallaud-Belkacem
Pour les articles homonymes, voir Vallaud et Belkacem.
Najat Vallaud-Belkacem, née Belkacem, le 4 octobre 1977 à Beni Chiker (Maroc), est une femme politique française.
Militante au PS, elle exerce des mandats locaux au Conseil régional de Rhône-Alpes de 2004 à 2008 puis au Conseil régional d'Auvergne-Rhône-Alpes à partir de 2021, mais aussi comme conseillère générale du canton de Montchat de 2008 à 2014, ainsi qu’adjointe au maire de Lyon de 2008 à 2013. Elle s'implique en particulier sur les questions de culture, d'éducation, d'égalité femmes-hommes et de lutte contre les discriminations. Ségolène Royal l'a choisie comme porte-parole pour l'élection présidentielle française de 2007 et lors de la primaire citoyenne de 2011, de même que François Hollande lors de l'élection présidentielle de 2012.
De 2012 à 2014, elle est ministre des Droits des femmes, porte-parole du gouvernement et par ailleurs la benjamine du premier et du deuxième gouvernements dirigés par Jean-Marc Ayrault. En avril 2014, dans le premier gouvernement Valls, elle est à nouveau ministre des Droits des femmes, mais y est également nommée ministre de la Ville, de la Jeunesse et des Sports. Au sein du deuxième gouvernement Valls, elle devient en août 2014 ministre de l'Éducation nationale, de l'Enseignement supérieur et de la Recherche, devenant la première femme ministre de l'Éducation nationale, poste qu'elle continue d'occuper jusqu'en 2017 au sein du gouvernement Cazeneuve.
En 2018, elle rejoint le secteur privé en devenant cadre du groupe Ipsos, avant de se diriger vers le secteur associatif. En 2020, elle prend la direction (France) de l'ONG ONE, puis elle devient présidente de France terre d'asile en 2022. En 2025, elle est nommée conseillère maître à la Cour des comptes.

## Situation personnelle

### Naissance et famille
Deuxième d'une famille de sept enfants, Najat Belkacem naît le 4 octobre 1977 à Béni Chiker, village berbérophone proche de Nador, dans le Rif, au Nord-Est du Maroc. Ses grands-mères, respectivement d'origine espagnole et algérienne, ont épousé des paysans marocains. Elle passe les premières années de sa vie dans un milieu rural ouvert sur les pays voisins : l'Espagne et l'Algérie. Avant sa naissance, Ahmed, son père, rejoint la France pour travailler comme ouvrier dans le bâtiment.

### Enfance et éducation
En 1982, avec sa mère et sa sœur aînée (Fatiha) elle rejoint (dans le cadre d'un regroupement familial) son père, ouvrier dans le bâtiment, immigré en France ; elle réside d'abord à Abbeville puis passe la majeure partie de son enfance et de son adolescence à Amiens, où elle suit des études primaires avant d'entrer au collège César-Franck, dans les quartiers nord de la ville.

### Études universitaires
En 1995, élève au lycée Delambre d'Amiens, elle obtient un baccalauréat économique et social. Elle acquiert la nationalité française par naturalisation le 13 mai 1998. Elle décroche une licence en droit à l'université de Picardie à Amiens.
En 2000, elle est diplômée (section Service public) de l'Institut d'études politiques de Paris. Parallèlement à ses études, elle est assistante parlementaire auprès de Béatrice Marre, députée de l'Oise. Elle est dans la même promotion que Caroline Rougé, future épouse de Gérard Collomb (nouveau maire de Lyon à partir de 2001) à qui elle la présente et dont elle devient d'abord une conseillère avant d'en être une adjointe à la mairie (de 2008 à 2013). Elle échoue à deux reprises au concours de l'ENA. À Sciences Po, elle rencontre son futur époux, Boris Vallaud, avec qui elle se marie le 27 août 2005. Ils sont parents de jumeaux, Louis-Adel et Nour-Chloé, nés le 28 octobre 2008,.

### Carrière professionnelle
À l'issue de ses études, Najat Belkacem commence sa vie professionnelle comme juriste (pendant trois ans) dans un cabinet parisien d'avocats au Conseil d'État et à la Cour de cassation,.

## Parcours politique

### Arrivée au Parti socialiste
Najat Belkacem adhère au Parti socialiste après le 21 avril 2002 et rejoint en janvier 2003 (en tant que chargée de mission) l'équipe de Gérard Collomb (sénateur-maire de Lyon) en menant, dans le cadre de la politique municipale, des actions pour renforcer la démocratie de proximité, la lutte contre les discriminations, la promotion des droits des citoyens ou leur accès à l’emploi et au logement.

### Conseillère régionale du Rhône
Élue en mars 2004 conseillère régionale de Rhône-Alpes sur la liste de Jean-Jack Queyranne, elle en deviendra vice-présidente déléguée à la culture. Elle démissionne en juin 2008.
En 2005, elle devient conseillère nationale au Parti socialiste. Au cours des années 2005 et 2006, elle participe à plusieurs reprises (en tant que chroniqueuse) à l'émission culturelle C'est tout vu ! sur TLM, aux côtés de Stéphane Cayrol, en abordant principalement l'actualité littéraire.
En 2006, elle est sélectionnée pour faire partie des Young Leaders de la French-American Foundation.
Elle devient, le 22 février 2007, la troisième porte-parole (aux côtés de Vincent Peillon et Arnaud Montebourg) de Ségolène Royal, candidate à l'élection présidentielle.

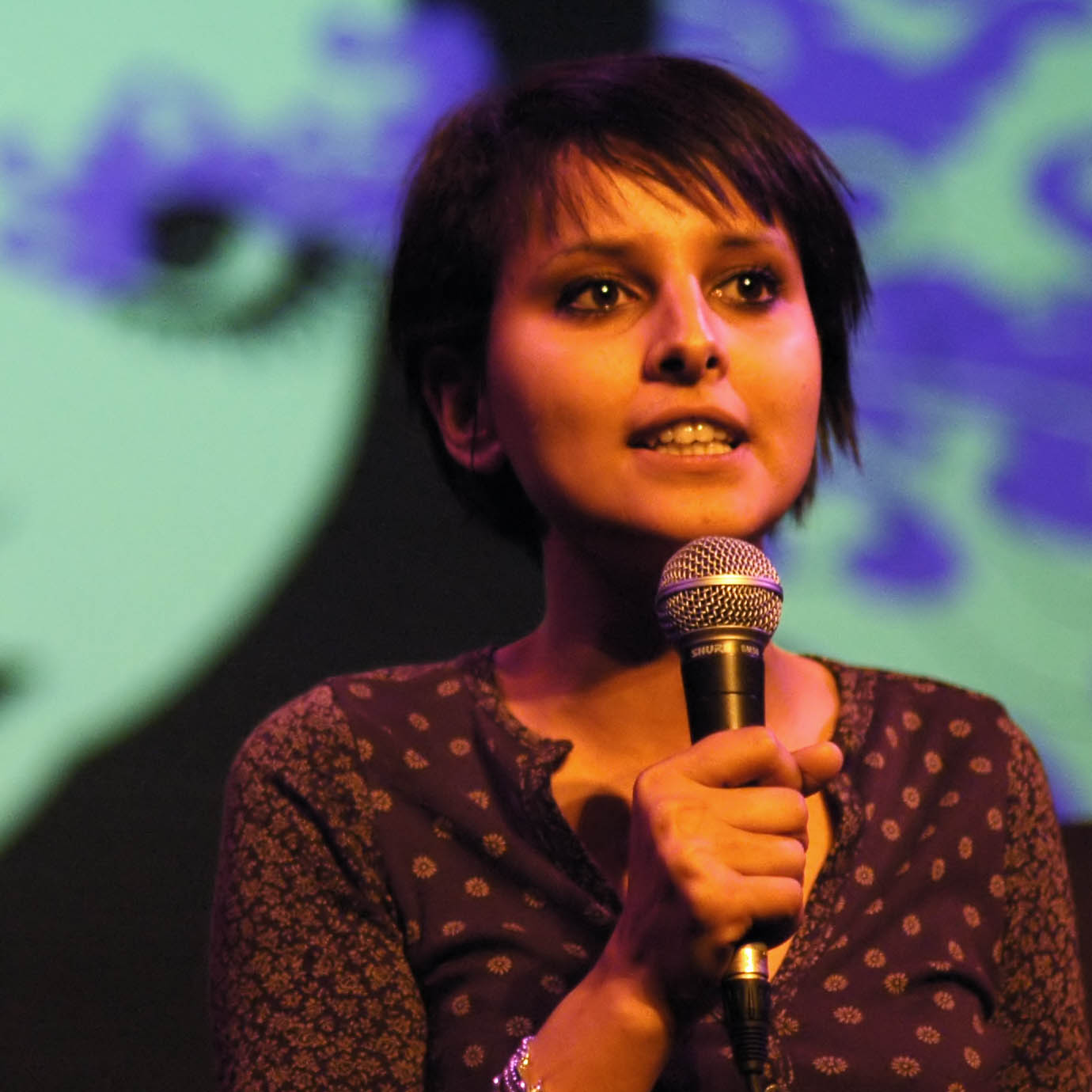
Najat Vallaud-Belkacem en 2007.

Candidate du Parti socialiste à l'élection législative de juin 2007 dans la quatrième circonscription du Rhône, elle échoue au 2e tour face à l'ancien Garde des Sceaux Dominique Perben avec 43 % des suffrages.
En décembre 2007, elle est élue « Lyonnaise de l'année » par le magazine Lyon Capitale en compagnie du footballeur Karim Benzema.

### Conseillère générale du Rhône
En mars 2008, elle est élue conseillère générale du Rhône lors des élections cantonales (avec 58,52 % des voix au second tour) sous les couleurs du Parti socialiste, dans le canton de Lyon-XIII-Montchat (et faisant basculer ce canton à gauche). Elle est élue conseillère municipale sur la liste Union de la gauche conduite par Gérard Collomb aux  élections municipales à Lyon. Ce dernier la choisit alors comme 6e adjointe au maire de Lyon, chargée des grands événements, de la jeunesse et de la vie associative; elle est également conseillère communautaire à la communauté urbaine de Lyon. Elle quitte alors son poste au Conseil régional de Rhône-Alpes.
Lors de la candidature de Ségolène Royal à la primaire citoyenne de 2011, Najat Vallaud-Belkacem est de nouveau promue porte-parole aux côtés de Delphine Batho et Guillaume Garot. Elle forme avec eux la « garde rapprochée » de Ségolène Royal.
Le 16 novembre 2011, François Hollande, (après sa victoire à la primaire citoyenne de 2011 et sa désignation comme candidat du Parti socialiste et du Parti radical de gauche à la présidentielle de 2012) nomme Najat Vallaud-Belkacem porte-parole pour cette campagne présidentielle.
Parallèlement à son rôle de porte-parole pour la présidentielle, Najat Vallaud-Belkacem est de nouveau candidate (pour les législatives de 2012) dans la quatrième circonscription du Rhône où elle avait échoué en 2007. Bien que la Commission électorale du Parti socialiste lui ait proposé une autre circonscription « plus gagnable », elle préfère cependant rester dans sa circonscription. Nommée entre-temps ministre des Droits des femmes et porte-parole du gouvernement, elle choisit de retirer plutôt sa candidature aux législatives, après l'annonce (faite par le premier ministre) que les ministres battus (à l'issue de l'élection) devront démissionner.

### Démission de ses mandats électifs
Le 16 mai 2012, Najat Vallaud-Belkacem est nommée ministre des Droits des femmes et porte-parole du gouvernement dans le gouvernement Jean-Marc Ayrault. Elle annonce le lendemain le retrait de sa candidature à l'élection législative dans la 4e circonscription du Rhône après que Jean-Marc Ayrault a déclaré que les ministres battus aux législatives devront quitter le gouvernement. Elle démissionne de son poste de 5e adjointe au maire de Lyon en mai 2012 mais reste conseillère municipale.
Le 4 février 2013, elle démissionne de ses mandats de conseillère municipale de Lyon et de conseillère communautaire du Grand Lyon, tout en restant conseillère générale du Rhône jusqu’aux élections départementales de 2015 auxquelles elle ne se représente pas. Elle devient ministre des droits des femmes, de la ville, de la jeunesse et des sports le 31 mars 2014 à l’occasion du remaniement qui conduira à la constitution du gouvernement Valls 1, puis ministre de l’éducation nationale, de l’enseignement supérieur et de la recherche le 25 août 2014 (gouvernement Valls 2),. Elle est l'une des six personnalités à avoir participé à l'ensemble des gouvernements sous la présidence de François Hollande.

### Ministre des Droits des femmes, porte-parole du gouvernement
Le 16 mai 2012, Najat Vallaud-Belkacem est nommée ministre des Droits des femmes et porte-parole du gouvernement dans le gouvernement de Jean-Marc Ayrault (gouvernements Ayrault 1 et 2). Elle est la benjamine du gouvernement. Son directeur de cabinet est Étienne Grass. Le ministère des Droits des femmes redevient un ministère de plein exercice pour la première fois depuis 1986.
Najat Vallaud-Belkacem annonce sa volonté de faire émerger une « troisième génération de droits des femmes », après la première génération des droits politiques et la deuxième génération de l'égalité économique. Elle a notamment engagé les chantiers de la parité dans les instances dirigeantes des entreprises, dans les fédérations sportives et de la réduction des stéréotypes sexistes dans les programmes scolaires.
Fin 2012, Najat Vallaud-Belkacem est désignée révélation politique de l'année par un jury que réunit l'annuaire politique Le Trombinoscope.
Le 4 janvier 2013, elle crée le Haut Conseil à l'égalité entre les femmes et les hommes, présidé par l’ancienne députée Danielle Bousquet et qui compte parmi ses membres l’ancienne ministre UMP Roselyne Bachelot.
Lors de sa première année en tant que porte-parole du gouvernement, elle met en place un exercice, selon le quotidien Libération, « nouveau et original » de pédagogie et de confrontation avec les citoyens : les porte-parolats décentralisés bientôt suivis des porte-parolats numériques. Elle répond ainsi en direct, en région ou sur internet tous les mois aux questions des citoyens.

#### Droit à l'avortement
Avec la loi du 4 août 2014, Najat Vallaud-Belkacem renforce aussi le droit à l’interruption volontaire de grossesse (IVG). La loi sanctionne toute entrave à l'information sur l'IVG et supprime la condition de détresse avérée que la loi de 1975 exigeait pour ouvrir droit à une IVG. La ministre des droits des femmes considère que « la liberté des femmes à disposer de leur corps et à décider seules de leur vie » est un « droit fondamental » et non pas « une simple tolérance assortie de conditions ». Elle explique dans une interview que l'entrave à l'information permettra de cibler les sites internet faisant du « prosélytisme anti-IVG » et « [dissuadant] les femmes de faire usage de leur droit dans les premières semaines ».
Ces articles s'inscrivent dans une démarche de la ministre des Droits des femmes qui vise à faciliter l’interruption volontaire de grossesse : l'IVG est désormais remboursée à 100 % par la sécurité sociale, l'acte médical est revalorisé pour augmenter le nombre de praticiens et un site gouvernemental dédié ivg.gouv.fr est lancé par Najat Vallaud-Belkacem le 27 septembre 2013,.

#### Loi contre le harcèlement sexuel
Dès sa nomination comme ministre des Droits des femmes, Najat Vallaud-Belkacem s'engage à faire voter une nouvelle loi contre le harcèlement sexuel, car l'abrogation récente d'une loi a laissé un vide juridique dans ce domaine. Elle porte cette loi devant le parlement avec Christiane Taubira, ministre de la Justice. Promulguée le 6 août 2012, la loi inscrit dans le Code pénal une nouvelle définition du harcèlement sexuel afin de prendre en compte le plus largement possible l'ensemble des situations, de sanctionner les comportements délictueux et d'encourager les victimes à porter plainte

#### ABCD de l'égalité et mixité des métiers
Afin de lutter contre le sexisme et les stéréotypes de genre, Najat Vallaud-Belkacem met en place le programme des « ABCD de l'égalité » qui seront enseignés de manière expérimentale en 2013 dans quelque 500 classes de primaire et de maternelle. L'objectif est d'aboutir à plus de mixité dans l'orientation professionnelle des élèves et à transmettre le respect entre filles et garçons. La mixité des métiers fait l'objet d'une attention particulière, avec une campagne nationale intitulée « Au travail, c'est le talent qui compte », initiée par la Fondation Égalité-Mixité.

#### Sanctions pour les entreprises contrevenant à l'égalité salariale
Pour contrer les inégalités salariales persistantes entre femmes et hommes, Najat Vallaud-Belkacem rend obligatoire par décret publié le 19 décembre 2012, l'adoption d'un accord sur l'égalité salariale et renforce les contrôles pour rendre effectives les sanctions aux entreprises. Quatre mois plus tard, elle annonce les deux premières sanctions infligées à des entreprises ne respectant pas la loi sur l'égalité salariale. Le Conseil supérieur de l'égalité professionnelle voit ses missions renforcées. L'entrepreneuriat féminin est encouragé, avec l'objectif d'atteindre 40 % de femmes créatrices d'entreprises d'ici 2017. Le 30 novembre 2012 se tient un comité interministériel aux droits des femmes pour la première fois depuis douze ans. La ministre accueille la réunion des ministres des Droits des femmes de l'Union pour la Méditerranée en septembre 2013 et le Sommet mondial des femmes en juin 2014.
En novembre 2013, Najat Vallaud-Belkacem présente un plan triennal de lutte contre les violences faites aux femmes qui double les moyens financiers engagés. L’objectif de ce plan interministériel est d’« empêcher que les violences se forment » et de « ne laisser aucune violence déclarée sans réponse pénale, sanitaire et sociale ». Parmi les mesures les plus importantes, le plan prévoit 1 650 nouvelles places d’hébergement d’urgence, la création d'un numéro d'urgence unique, anonyme et gratuit, le 39 19, le doublement des effectifs de travailleurs sociaux dans les commissariats et gendarmeries ainsi que des mesures pour favoriser le dépôt de plaintes, alors que la main courante sans suite est souvent la règle. Le plan prévoit aussi d’améliorer le recueil de preuves en cas de viol avec la mise en place d’un kit post-viol,, ainsi que des stages de responsabilisation pour les auteurs de violences. L’ordonnance de protection des victimes donne au juge les moyens de prévenir les violences. En matière de violences faites aux femmes, Najat Vallaud-Belkacem est convaincue que tous « nous avons une part de responsabilité pour dénoncer l’insupportable ». La lutte contre les mariages forcés et l'excision voit ses dispositions renforcées. L'obtention de titres de séjour pour les femmes étrangères victimes de violences conjugales est rendue gratuite et un plan de lutte contre la traite des humains est lancé. Pour inciter le public à se mobiliser, une campagne audiovisuelle intitulée « contre les violences, libérons la parole » est lancée, et le plan comporte des mesures visant à former des policiers, enseignants, magistrats et travailleurs sociaux,. La généralisation du téléphone Grand Danger, la responsabilisation des auteurs de violences et la prévention contre la récidive ainsi que l’éviction du conjoint violent du domicile figurent également parmi les mesures mises en œuvre,,. La Mission interministérielle de protection contre les violences faites aux femmes est créée, chargée d'une mission d'observation, de conseil en politiques publiques et de formation des acteurs.
Najat Vallaud-Belkacem porte, comme ministre des Droits des femmes, le projet de loi pour l'égalité réelle entre les femmes et les hommes. L’objectif de la loi est de « transformer l'égalité en droit, écrite dans les textes, en une égalité en fait », une manière « pragmatique et concrète » de passer à l’égalité réelle. La loi-cadre adopte à la manière de la constitution « une logique transversale pour répondre aux inégalités avec la même cohérence que celles-ci revêtent »,. Les mesures-phares de la loi promulguée le 4 août 2014 visent à inciter les pères à prendre un congé parental, à conditionner l'accès aux marchés publics au respect par les entreprises de l'égalité professionnelle, à protéger les mères isolées des impayés de pension alimentaire, ou encore à étendre à tous les champs de responsabilité le principe de parité, (médias, partis politiques, instances publiques, fédérations sportives…) et à favoriser l’accès des femmes aux postes de direction en encourageant les femmes administratrices grâce à différents outils : réseaux, formation, sites Internet, application mobile. Najat Vallaud-Belkacem réunit en avril 2013 les dirigeants de 15 grands groupes français, réunion à l'issue de laquelle une convention-cadre sur l'égalité professionnelle est signée, contenant notamment 15 engagements pour l'équilibre des temps de vie. La semaine de l'égalité professionnelle est également créée. Une campagne de lutte contre les stéréotypes sexistes et pour l'égalité voit le jour, avec une opération intitulée "8 mars toute l'année", un concours destiné aux jeunes ainsi qu'une vidéo. La question de l'égalité entre les femmes et les hommes émerge à nouveau dans les politiques publiques, avec des formations et la nomination de référents sur la question au sein de chaque ministère, la création du Haut Conseil à l'égalité entre les femmes et les hommes et de la mission interministérielle de protection des femmes contre les violences.
Le 24 janvier 2016, sa réaction dans l'émission de télévision, Le Supplément, face au président de Barakacity, Idriss Sihamedi, musulman salafiste qui refuse de serrer la main des femmes et de condamner le groupe État islamique, est presque unanimement critiquée et jugée comme molle, manquant de fermeté, voire inexistante,,,. Najat Vallaud-Belkacem réaffirme par la suite qu'elle condamne les positions de son interlocuteur. Il lui a semblé à ce moment-là inutile de débattre avec des personnes dont l'idéologie se situe en dehors du champ républicain, cela donnant selon elle du crédit à leur parole.

#### Pénalisation des clients de la prostitution
Elle prépare et défend la proposition de loi visant à pénaliser les clients de la prostitution,,.
Pour Najat Vallaud-Belkacem, la prostitution est une violence, plus souvent à l'encontre des femmes,, qui prend la forme d’une contrainte, physique (sous forme de proxénétisme) et/ou économique. Mais le client n’était, jusqu’à présent, jamais mis face à ses responsabilités. Le parcours de sortie de la prostitution, qui est au cœur de la proposition de loi, consiste à trouver un logement, un emploi, un appui pour régulariser leur situation lorsqu’elles sont étrangères.

### Ministre des Droits des femmes, de la Ville, de la Jeunesse et des Sports

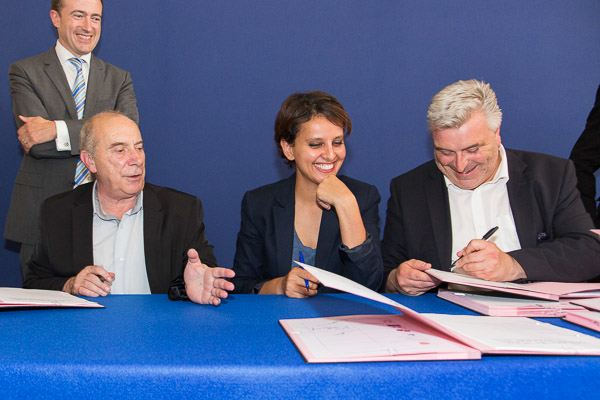
Najat Vallaud-Belkacem (au centre) lors de la signature du plan pour la mixité et l'égalité professionnelle dans le transport maritime, 16 juillet 2014.

Le 2 avril 2014, elle est nommée ministre des Droits des femmes, de la Ville, de la Jeunesse et des Sports dans le gouvernement Valls I.
En juillet 2014, en deuxième lecture, le projet de loi pour l'égalité réelle entre les femmes et les hommes, qu'elle a porté en tant que ministre, est adopté. La loi est symboliquement promulguée le 4 août 2014, en référence à la Nuit du 4 août 1789.
Le 17 juin 2014, Najat Vallaud-Belkacem dévoile la nouvelle géographie prioritaire de la politique de la Ville. Elle définit le revenu des habitants, les 1 300 quartiers prioritaires répartis sur 700 communes – dont 100 nouvelles, qui pourront bénéficier des crédits de la politique de la ville. Cette géographie révèle une nouvelle carte de la pauvreté qui, loin d'être cantonnée aux banlieues des grandes villes, inclut des villes moyennes et des territoires ruraux.

#### Une refonte de la politique de la ville
Les nouveaux contrats de ville ont vocation à promouvoir la mixité sociale : les priorités sont le développement économique des quartiers, le soutien à l’emploi des jeunes et l’amélioration de la qualité de vie. Najat Vallaud-Belkacem annonce ainsi que « l'État, avec le programme des investissements d'avenir, et la Caisse des dépôts consacreront sur 2014-2020 une enveloppe de 600 millions d'euros pour lever des investissements privés et co-investir dans des projets structurants, comme des pépinières d'entreprises ou des maisons de santé ». Dans le cadre de la nouvelle carte de la politique de la Ville, une « clause du territoire le plus favorisé » est présente dans tous les contrats de ville et toutes les opérations de renouvellement urbain pour permettre d’assurer un niveau de présence des services publics supérieur à la moyenne.

#### Consolidation du service civique et création de la garantie jeunes
Chargée de la priorité donnée à la jeunesse, Najat Vallaud-Belkacem annonce le 11 juillet 2014 une augmentation de 100 millions sur trois ans du budget du service civique, dans le but d’atteindre l’objectif fixé par le président de la République de 100 000 jeunes accueillis chaque année jusqu’à 2017.
Najat Vallaud-Belkacem met en œuvre la garantie jeunes, un dispositif destiné aux 18-25 ans en situation de grande précarité. L'objectif est d'atteindre 100 000 jeunes bénéficiaires d'ici fin 2017.
Des mesures sont également prises visant à simplifier la vie des associations. Le 26 mai 2014, le député Yves Blein est nommé parlementaire en mission auprès de la ministre pour préparer les mesures visant à alléger les contraintes qui pèsent sur les associations et qui font l’objet d’une ordonnance (ordonnance no 2015-904 du 23 juillet 2015 présentée par Patrick Kanner) validée par le Parlement.

#### Création de La France s'engage
Elle conçoit un nouveau fonds d'expérimentation pour financer des initiatives d'économie sociale et solidaire du nom « La France s'engage » doté de 50 millions d'euros d'ici 2017. Ce dernier sera lancé le 24 juin 2015 par le Président de la République. La première vague de 15 initiatives a été proposée par Najat Vallaud-Belkacem et plusieurs personnalités. Ce label « La France s’engage » récompense les projets les plus innovants au service de la société : depuis 2014, ce sont 62 lauréats qui ont bénéficié de plus de 25 millions d’euros parmi plus de 1800 candidats.

### Ministre de l'Éducation nationale, de l'Enseignement supérieur et de la Recherche
Le 26 août 2014, Najat Vallaud-Belkacem est nommée ministre de l'Éducation nationale, de l'Enseignement supérieur et de la Recherche dans le gouvernement Valls II. Elle devient ainsi la première femme de l'histoire de la République à être nommée ministre de l’Éducation nationale. Elle conserve son poste jusqu'au 10 mai 2017 et poursuit la mise en œuvre de la loi d’orientation et de programmation portant refondation de l’école de la République, adoptée en juillet 2013.
Durant cette période, Najat Vallaud-Belkacem est victime de racisme et de sexisme comme plusieurs autres femmes ministres issues de l'immigration,,,.

#### Popularité
À peine investie dans ses fonctions, elle devient la cible de journaux, de la droite radicale et de l'extrême droite. Les violentes critiques, s'accompagnent, sur les réseaux sociaux, d'attaques au sujet de ses origines et de la publication d'une fausse carte d'identité qui colporte une rumeur autour de son patronyme. Dans le même temps, un sondage classe Najat Vallaud-Belkacem comme la deuxième personnalité politique préférée des Français, avec 43 % d’opinions favorables, juste derrière Alain Juppé, — pendant que François Hollande et Manuel Valls atteignent une cote d'impopularité sans précédent,.

#### Réforme de l'éducation prioritaire
La première réforme conduite par Najat Vallaud-Belkacem, en décembre 2014, est celle de l’éducation prioritaire, refondée selon de nouveaux critères pour réduire les inégalités sociales. L’objectif affiché est de mieux répartir les moyens en prenant en compte les réalités sociales et territoriales. Quatre critères sont définis pour établir la liste des réseaux (pourcentage d’élèves issus des catégories sociales les plus défavorisées, pourcentage d’élèves issus des zones urbaines sensibles (ZUS), pourcentage d’élèves en retard à l’entrée en 6e, taux de boursiers). La nouvelle carte de l'éducation prioritaire compte 1089 réseaux d’éducation prioritaire (REP), dont 350 REP +. Cette carte s’accompagne de mesures pédagogiques telles que la scolarisation des élèves de moins de 3 ans, le dispositif « plus de maîtres que de classes », l’accompagnement continu en 6e, ou encore les internats de la réussite. La nouvelle allocation des moyens se concentre sur les établissements qui connaissent le plus de difficultés. Pour conduire des jeunes de milieux modestes vers une poursuite d'études ou une meilleure insertion professionnelle, Najat Vallaud-Belkacem met en place les parcours d'excellence pour les collégiens des réseaux d'éducation prioritaire (REP+) volontaires de la troisième à la terminale (coaching collectif, visites culturelles, suivi individualisé),.
Du printemps 2016 à janvier 2017, elle est confrontée aux jours de grève organisés par plusieurs dizaines de lycées de ZEP, ces établissements craignant de ne plus faire partie dans le futur de la carte de l’éducation prioritaire. Elle est contrainte de prolonger la « clause de sauvegarde » de ces lycées jusqu’en 2019 et promet une « dotation exceptionnelle » de 450 emplois à la rentrée 2017, des annonces jugées « précaires » et « dérisoires » par les collectifs enseignants.

#### Place du numérique
En tant que ministre de l’Éducation nationale, elle donne la priorité au numérique, avec un investissement d’1 milliard d’euros sur 3 ans, dont l’objectif est de permettre à tous les élèves de disposer d’un outil numérique à l’horizon 2018. Le 5 juin 2015, Najat Vallaud-Belkacem accueille à Paris le 1er Sommet des ministres francophones de l’Enseignement supérieur pour le développement numérique de l’espace universitaire francophone, à l’issue duquel est adoptée une déclaration commune.
Le 30 novembre 2015, Najat Vallaud-Belkacem signe un accord de partenariat avec Microsoft. L'entreprise américaine s'engage à mettre à disposition de l'Éducation Nationale des ressources, notamment en ligne, sans qu'une charte de protection des données des élèves et des personnels ne soit finalisée. Au sein d'un collectif "Edunathon", plusieurs associations de promotion du logiciel libre et du numérique engagent une procédure contre cet accord qui sera requalifié de mécénat. Outre le manque de garanties sur le traitement des données personnelles, les associations ainsi que des syndicats enseignants dénoncent la perte de souveraineté et la privatisation de l'enseignement par délégation à une multi-nationale nord-américaine. Le 15 septembre 2016, les associations seront déboutées sur la forme.

#### Citoyenneté et laïcité
À la suite des attentats de janvier 2015, Najat Vallaud-Belkacem lance une « grande mobilisation de l’école pour les valeurs de la République » ; elle consulte l’ensemble de la communauté éducative, anciens ministres de l’Éducation compris,. Cette « mobilisation » vise à renforcer dans la durée la capacité de l’école à transmettre les valeurs de la République. À la rentrée de septembre 2015, Najat Vallaud-Belkacem présente un ensemble de mesures issues de cette initiative : nouvel enseignement moral et civique, création d'une « réserve citoyenne », prévention de la radicalisation, « commémorations patriotiques », journée de la laïcité.
Sur les questions laïques, elle autorise la participation de mères voilées aux sorties scolaires dès lors que celles-ci n'ont pas d’attitude prosélyte. Suivant ce même principe, elle soutient la direction d'un collège des Ardennes qui avait temporairement interdit de cours une élève venue en cours avec une jupe longue assimilée à un signe religieux ostentatoire.
La « Réserve citoyenne » au sein de laquelle tout citoyen peut intervenir en appui aux écoles et aux établissements, est mise en place en septembre 2015. Un plan de formation des enseignants et du personnel d’éducation à la laïcité et à l’enseignement moral et civique (EMC) est mis en œuvre. Un parcours citoyen de l’école élémentaire à la terminale est également créé, s’articulant autour de l’EMC et de l’éducation aux médias et à l’information. Un point énoncé à la page 17 du Livret de la Laïcité fait débat concernant le discours religieux d'une part et le savoir scientifique d'autre part : « il est essentiel de refuser d'établir une supériorité de l'un sur l'autre comme de les mettre à égalité ».
La sécurité dans les établissements est renforcée, en particulier après les attentats du 13 novembre 2015, avec de nouvelles mesures visant à former la communauté éducative aux questions de sécurité et à la gestion de crise. C’est dans ce cadre que Najat Vallaud-Belkacem décide de renforcer la formation et la recherche sur la lutte contre la radicalisation,.
Dans le cadre de la « Grande mobilisation de l'École pour les valeurs de la République » (2015), les nouveaux outils d'évaluation des élèves en français et en mathématiques au début de la classe de CE2 sont mis en place afin de vérifier leurs compétences et de prévenir en amont le décrochage scolaire.

#### Réforme du collège
Najat Vallaud-Belkacem présente en avril 2015 un projet de réforme de l'enseignement au collège, destiné à lever les difficultés rencontrées par les élèves, difficultés qui font du collège, le « maillon faible du système éducatif ». Entrée en application en septembre 2016, la réforme est présentée comme introduisant davantage d’accompagnement personnalisé des élèves, d’autonomie laissée aux équipes pédagogiques, et comme renforçant l’apprentissage des langues étrangères. Elle introduit des « enseignements pratiques interdisciplinaires » (EPI) croisant plusieurs disciplines autour de thématiques transversales.
Cette réforme est très critiquée par des enseignants et des intellectuels, tels que Régis Debray, Michel Onfray, Pierre Nora, Alain Finkielkraut, Marc Fumaroli... que Najat Vallaud-Belkacem qualifie de « pseudos-intellectuels »,.
Elle est en particulier critiquée car elle remplace l'enseignement du latin et du grec ancien par un enseignement de complément (optionnel) et par un enseignement interdisciplinaire sur les langues et cultures de l'antiquité, ainsi que du fait de la création des EPI,,.
Dans le cadre de la réforme du collège, la deuxième langue vivante est désormais enseignée dès la classe de cinquième au lieu de la classe de quatrième. L'OCDE porte un jugement positif sur ses principales mesures (ouverture à tous des disciplines réservées à une minorité, encouragement du travail en équipe et suivi personnalisé) pour réduire le chiffre de 20 % de jeunes en échec scolaire, la ministre commentant : « Il y a cette idée ancrée que la réussite n’a de valeur que par rapport à l’échec des autres. Le défi, c’est de prouver par des études scientifiques qu’au contraire, on a tout intérêt à la réussite de tous ».

#### Réformes des programmes
Najat Vallaud-Belkacem présente, en décembre 2014, la Stratégie mathématiques, qui doit permettre d'améliorer le niveau des élèves et de donner une image rénovée à cette matière.
En février 2015, elle publie les nouveaux programmes de l'école maternelle, qui constitue désormais un seul cycle (le Cycle 1) et, en novembre 2015, ceux de l'école élémentaire et du collège, qui constituent désormais 3 cycles, à savoir le Cycle 2 (CP, CE1 et CE2), le Cycle 3 (CM1, CM2 et 6e), et le Cycle 4 (5e, 4e et 3e). Pour la première fois, ces programmes ne sont pas diffusés à tous les enseignants, en version papier.
En octobre 2015, elle présente la rénovation des programmes et de l’évaluation qui donne la priorité à l’apprentissage des fondamentaux, notamment avec la mise en place d’une dictée quotidienne. Le nouveau socle commun de connaissances, auquel 800 000 enseignants ont contribué, est adopté par le Conseil supérieur de l'éducation.
En novembre 2016, une enquête internationale portant sur les mathématiques et les sciences montre « une chute vertigineuse des résultats des élèves de terminale S et des scores mauvais en CM1 ». Selon le président du groupe LR au Sénat, Bruno Retailleau, « les choix récents de Najat Vallaud-Belkacem […] ne vont faire qu'aggraver la situation ». Au contraire, pour la ministre de l'Éducation nationale, cette baisse de niveau serait « le résultat des choix politiques de la droite » et en particulier du gouvernement de François Fillon.

#### Enseignement de l'histoire
La réforme des programmes donne lieu à une intense polémique mettant en cause la version des programmes d’histoire soumise à la consultation des enseignants. Analysant les nouveaux programmes d’histoire, Pierre Nora y voit « une forme de culpabilité nationale qui fait la part belle à l’Islam, aux traites négrières, à l’esclavage et qui tend à réinterpréter l’ensemble du développement de l’Occident et de la France à travers le prisme du colonialisme et de ses crimes ». Toutefois, la civilisation islamique était déjà de manière obligatoire au programme en cinquième, alors que les nouveaux programmes prévoient l'étude du christianisme en classe de sixième et du rôle de l’Église dans plusieurs cours relatifs à l’histoire de la France.
Au-delà de la polémique, le débat oppose, selon les défenseurs de la réforme, les tenants d'un enseignement de l'Histoire sous la forme d'un « roman national », et ceux qui souhaiteraient l'enseignement d'un « récit national », une discipline savante réaliste sans cesse renouvelée et ouverte sur le monde actuel,.
En réalité, la critique de la réforme, certes pour des motifs différents, rassemble une large partie de la droite mais également des parlementaires, des intellectuels et des historiens de gauche ainsi que des syndicats. Après avoir réuni les protagonistes du débat et consulté les enseignants, Najat Vallaud-Belkacem adopte une version définitive des programmes en septembre 2015.

#### Réforme de l'évaluation des élèves
Après la réforme du collège et celle des programmes, Najat Vallaud-Belkacem conduit la réforme de l'évaluation dont l’objectif est de renforcer l’apprentissage des savoirs fondamentaux et l’évaluation de la progression des élèves dans l’acquisition de ces fondamentaux. Ainsi le décret instituant les nouvelles modalités d'évaluation des acquis scolaires au primaire et au collège parait le 3 janvier 2016 et précise que celles-ci doivent « privilégier une évaluation positive, simple et lisible, valorisant les progrès, encourageant les initiatives et compréhensible par les familles ».

#### Réforme de l'évaluation et de la rémunération des enseignants
En 2017, Najat Vallaud-Belkacem adopte un plan de revalorisation des rémunérations des enseignants, en prévoyant un budget supplémentaire de 500 millions d’euros la même année, pour atteindre 1 milliard d’euros en 2020. Cette revalorisation avait été pensée dès 2014, avec l’élaboration d’un protocole sur les parcours, les carrières et les rémunérations (PPCR), qui avait été adopté par le gouvernement pour cibler tous les fonctionnaires.
De plus, elle annonce que les enseignants directeurs d’école ou exerçant en réseau d’éducation prioritaire pourront bénéficier d’une accélération de carrière, en étant évalués sur onze compétences.

#### Loi d'échanges éducation-justice
À la suite de la découverte d'actes pédophiles dans une école d'Isère, Najat Vallaud-Belkacem et Christiane Taubira déposent un projet de loi, qui est adopté le 5 avril 2016. La loi dite « Villefontaine » prévoit l'échange d'informations entre la justice et l'Éducation nationale, ainsi que la vérification des casiers judiciaires du personnel de l'Éducation nationale.
Présentée par Najat Vallaud-Belkacem comme une réforme ayant pour but de lutter contre la radicalisation, les écoles hors contrat sont soumises à la rentrée 2017 à un régime d'autorisation et de contrôle a priori en lieu et place du régime de déclaration,.

#### Mixité sociale renforcée
Pour renforcer la mixité sociale dans les collèges, Najat Vallaud-Belkacem présente un plan qui définit de nouvelles règles d'affectation pour les collégiens. Ce plan sera expérimenté dans dix-sept départements volontaires dès la rentrée 2016.
Dans ce cadre, un plan spécial de rattrapage pour l'académie de Créteil (Seine-Saint-Denis, Val-de-Marne) est lancé. D'autres outils sont également mis en place, tel que le dispositif « École ouverte » qui permet d'accueillir les jeunes qui ne partent pas en vacances dans des collèges et des lycées notamment pendant les périodes de vacances scolaires.
Trente ans après la création du bac professionnel, Najat Vallaud-Belkacem choisit de valoriser les atouts de l'enseignement professionnel qui souffre d'une image dégradée. Afin de faciliter l'accès aux stages des élèves, 330 pôles de stage sont créés dans les établissements et le recours aux stagiaires étudiants est encadré pour limiter les abus. Dans le cadre de la mobilisation nationale pour l'apprentissage, Najat Vallaud-Belkacem mobilise l'ensemble des acteurs de l'éducation, pour augmenter de 50 % le nombre d'apprentis formés dans les établissements publics, d'ici 2017. Najat Vallaud-Belkacem poursuit le développement des Campus des métiers et des qualifications initiés en 2013, avec 17 nouveaux labels en 2015, qui visent à renforcer les coopérations entre le système éducatif et le monde économique au service de l'insertion professionnelle des jeunes.
Najat Vallaud-Belkacem dévoile, le 11 février 2015, les grandes orientations pour l'éducation artistique, qui visent à favoriser l'égal accès des jeunes à la culture dès le plus jeune âge. Dans le cadre de l'éducation artistique et culturelle, elle lance en 2015 l’opération « L'École en chœur » qui met à l'honneur les chorales scolaires pour favoriser et développer le rayonnement de l'éducation musicale et du chant choral au sein de l'institution scolaire.
En mai 2015, Najat Vallaud-Belkacem lance l’Année du sport de l’école à l’université (ASEU), en présence de Nicolas Batum, joueur professionnel de basketball en NBA et parrain de l'ASEU. L'objectif est de promouvoir la pratique sportive des jeunes et de mobiliser la communauté éducative autour des valeurs éducatives et citoyennes véhiculées par le sport.
Sur l'augmentation de l'accueil des moins de trois ans, pour répondre à une forte demande des parents, Najat Vallaud-Belkacem ouvre plus de 25 000 places supplémentaires dans les écoles maternelles, pour accroître la préscolarisation des enfants de moins de 3 ans.
Au sujet des écoles rurales, Najat Vallaud-Belkacem encourage la constitution de réseaux entre les communes par le biais de la signature de conventions dites « conventions ruralité ». L'objectif de ces conventions est de faire face à la baisse des effectifs d'élèves. Par ces conventions, l'Éducation nationale s'engage à maintenir le nombre d'enseignants quand le nombre d'élèves est en baisse et les élus locaux à regrouper les établissements.
Najat Vallaud-Belkacem initie le dispositif « meilleurs bacheliers » : les 10 % de meilleurs bacheliers de chaque filière générale, technologique et professionnelle de chaque lycée ont un nouveau droit, celui d’accéder à une filière sélective publique de l’enseignement supérieur, afin de récompenser le mérite et « lutter contre l’autocensure » dans l’orientation.
Elle présente le 8 décembre 2015 son plan d'action pour l'entrée dans l'enseignement supérieur, qui vise à améliorer l’information et l’accompagnement au cours de la procédure Admission post-bac (APB) et crée des « vœux groupés » sur une filière donnée d’un territoire.
D’autres chantiers sont également lancés, comme la lutte contre le « harcèlement scolaire ». Dès son arrivée au ministère, Najat Vallaud-Belkacem s’engage à créer un corps unique de psychologues de l'Éducation nationale pour consolider le statut et la place de ces professionnels au sein de l’École. Aussi, elle s'attache à revaloriser la profession de médecin scolaire (amélioration du déroulement de carrière, revalorisation de la rémunération indemnitaire, accueil et tutorat d'internes en médecine dans les services de médecine scolaire facilités).
Le nombre de recrutements d’enseignants continue d’augmenter depuis 2012 (35 000 à la rentrée 2015), poursuivant l’engagement de campagne de François Hollande de créer 60 000 postes. Au rétablissement de la formation initiale des enseignants avec la création des ESPE, vient s'ajouter la création d'un dispositif de formation continue dans le cadre de la réforme du collège (le budget est porté à 72 millions d'euros pour l'année scolaire 2015-2016).
Un chantier de modernisation des métiers est lancé en juillet 2013. La réforme territoriale se concrétise au mois de janvier 2016, avec de nouvelles régions académiques, adaptant l'organisation des services déconcentrés du ministère de l'éducation nationale. Dans le cadre de la réforme du collège, les sections d'enseignement général et professionnel adapté (Segpa) sont confortées : elles bénéficient de la nouvelle organisation du collège (accompagnement personnalisé, enseignements pratiques interdisciplinaires, dotation horaire spécifique) et adoptent un fonctionnement qui vise à une meilleure inclusion dans le collège (pilotage renforcé, suivi pédagogique accentué).
Fin 2015, le ministère de l’Éducation nationale lance une campagne nationale visant à lutter contre l’homophobie dans les établissements scolaires.
Le 16 décembre 2015, Najat Vallaud-Belkacem et George Pau-Langevin, ministre des Outre-mer, lancent le concours pédagogique national « La Flamme de l’égalité » consacré à l’histoire et aux mémoires de la traite, de l’esclavage et de leurs abolitions.

#### Enseignement supérieur
En tant que ministre de l'Éducation nationale, de l'Enseignement supérieur et de la Recherche, Najat Vallaud-Belkacem a généralisé la Caution locative étudiante (Clé), qui permet à l'État de se porter garant des étudiants locataires. En juillet 2015, Najat Vallaud-Belkacem signe avec le ministre de la Ville et de la Jeunesse une circulaire relative à la mise en œuvre d'une période de césure au cours des formations de l'enseignement supérieur. Durant l'été 2015, elle annonce le gel du montant des droits d'inscription.
Le « plan 40 000 » logements étudiants lancé dès le 13 mai 2013 vise à mettre en chantier 40 000 logements étudiants d’ici 2017, dont la moitié en Ile-de-France, afin de remédier à la pénurie de logements étudiants et d'améliorer les conditions de vie des étudiants. Si, en avril 2015, le nombre de logements créés était de 11 912, il atteint 20 722 au 21 janvier 2016.
Lancé en 2014, le Prix Pépite récompense les projets de création d’entreprise innovante issus des Pôles étudiants pour l’innovation, le transfert et l’entrepreneuriat (PEPITE). En 2015, 53 lauréats ont été distingués parmi 451 candidatures.

#### Autres actions
Dans la continuité de la réforme Peillon-Hamon des rythmes scolaires, Najat Vallaud-Belkacem pérennise les aides de l'État pour les communes.
À l'occasion de la Conférence Nationale du Handicap (CNH) du 11 décembre 2014 à l'Élysée, une série de mesures est adoptée en faveur des élèves en situation de handicap afin de favoriser leur inclusion à l’école.
Le nombre de redoublements scolaires étant bien plus élevé en France que dans d'autres pays, Najat Vallaud-Belkacem annonce que le recours au redoublement sera limité à des cas exceptionnels.
Fin 2015, le ministère de l’Éducation nationale lance une campagne nationale visant à lutter contre l’homophobie dans les établissements scolaires.

### Mise en retrait de la vie politique (2017-2021)

#### Élections législatives de 2017
Le 5 juin 2016, elle annonce sa candidature à l'élection législative de 2017 dans la 6e circonscription du Rhône correspondant à Villeurbanne.
Bien que s'en étant distancée lors de la polémique de l'été 2016 sur le burkini, elle apporte en décembre 2016 son soutien à Manuel Valls pour la primaire citoyenne de 2017. Après le succès de Benoît Hamon, elle apporte à celui-ci un soutien explicite, estimant que « c’est une chance pour le Parti socialiste de se ressourcer et d’écrire une nouvelle page ».
Le 11 juin 2017, à l'issue du premier tour des élections législatives, elle est largement distancée par le candidat de La République en marche ! Bruno Bonnell, puis elle est battue lors du second tour. Quelques jours plus tard, elle accuse Emmanuel Macron de manquer de loyauté envers le précédent gouvernement. Le mois suivant, elle refuse d'intégrer la direction collégiale temporaire du PS après la démission de Jean-Christophe Cambadélis et, début 2018, de se porter candidate au poste de première secrétaire du Parti socialiste, alors qu'elle était pressentie.
Elle met sa vie politique entre parenthèses et va prendre la direction, chez Fayard, d'une collection d'essais nommée « Raison de plus », « consacrée aux batailles culturelles du progressisme ».
Malgré les spéculations, elle annonce qu'elle ne demandera pas à intégrer la direction du parti socialiste lors du congrès d'Aubervilliers en 2018. Elle soutient la candidature d'Olivier Faure pour le congrès d'Aubervilliers du PS.

#### Élections européennes de 2019
Selon un article publié dans Le Figaro le 22 novembre 2017, Najat Vallaud-Belkacem souhaitait être désignée comme tête de liste du Parti socialiste pour les élections européennes de 2019 avant de briguer la direction du parti. Elle aurait voulu que le titulaire du poste de secrétaire général soit rémunéré dans le cas où elle aurait occupé cette fonction, ce que Olivier Faure dément.

#### Chez Ipsos (2018-2019)
En février 2018, elle rejoint l'institut d'études Ipsos comme directrice générale « Études internationales et Innovation sociale », dont les missions sont d'intervenir auprès des institutions internationales et des entreprises « dans la gestion de leurs relations avec leur environnement » et de la « communauté scientifique » mais aussi de participer à la « refonte stratégique de l'institut de sondage » grâce à l'élaboration de « nouveaux outils de mesure pour exploiter des données en temps réel ».
Elle a présenté ainsi les résultats diverses études internationales d'Ipsos comme la « tolérance sociale » des sociétés occidentales aux violences faites aux femmes. Elle sera également invitée à intervenir au nom d'Ipsos à « Comment gouverner et représenter en 2049 ?» dans le cadre du cycle de Conférences 2049 organisé par L'Obs,.
Elle quitte le groupe Ipsos fin 2019 pour se consacrer à « un nouveau projet ».

#### Chez Fayard (2018-2024)
En 2018, en parallèle de son activité professionnelle, elle devient également directrice de la collection Raison de Plus chez Fayard,. Il s'agit d'une collection d'essais, de textes courts, réunissant des « intellectuels et des chercheurs qui ont décidé de partager leurs travaux et de prendre part dans les batailles culturelles du progressisme ».
Elle publie, dans cette collection, les auteurs suivants : Yves Citton, Agathe Cagé, Gilles Dorronsoro, Frédérique Matonti, Céline Béraud, Christophe Prochasson, Xavier Ragot, Laurence Scialom, Laurent Mucchielli et Stéphanie Roza.
En mars 2024, après le rachat de la maison d'édition par Vincent Bolloré et les départs successifs de Sophie de Closets et d'Isabelle Saporta, Najat Vallaud-Belkacem critique la « Bolloreisation indécente » de Fayard, annonce qu'elle n'a « rien à faire avec ces gens et leur projet politique » et qu'elle arrête sa collection.

#### Autres activités
De 2010 à 2012, elle assure auprès des élèves du master « Affaires publiques » de Sciences Po Paris un enseignement d’ouverture, consacré à la prospective en politique.
Depuis 2017-2018, elle est enseignante à Sciences Po Paris, où elle a créé et co-dirige avec l'économiste Hélène Périvier le programme Égalité femmes-hommes et politiques publiques, 
En mars 2020, elle devient directrice générale de l’ONG ONE en France.
En juin 2020, elle devient professeure affiliée à l'université Mohammed VI Polytechnique à Marrakech.
Elle préside le conseil stratégique de la Fondation Tent. Cette ONG mobilise les grandes entreprises pour aider les personnes ayant le statut de réfugié à trouver un emploi dans leur pays d’accueil[source insuffisante].
En juin 2022, son arrivée à la présidence de l'association France terre d'asile est annoncée, à compter du 2 juillet suivant. Le poste n'étant « pas opérationnel », elle reste en parallèle à la direction de ONE,.
Elle contribue également aux activités de la fondation The Tent Partnership For Refugees (qui a pour vocation de mobiliser de grandes entreprises en faveur de l'emploi des réfugiés) et en assure la présidence du Conseil stratégique.
Le 30 mai 2023, elle lance avec deux autres collaborateurs la plateforme de VOD Inclusiv.tv. Il s'agit d'un site de vidéos à la demande dont l'objectif affiché est de promouvoir les valeurs de l'inclusivité.
Le 16 juillet 2025, Najat Vallaud-Belkacem est une des six personnes nommées conseillères maîtres à la Cour des comptes. Sa nomination fait polémique. Elle est interprétée par le journal satirique Le Canard enchaîné comme une tentative du Premier ministre François Bayrou d'obtenir la neutralité du groupe du Parti socialiste lors du vote de son budget à la rentrée 2025, en dépit du fait que celle-ci ne possède pas de compétences particulières en terme de finance ou de comptabilité,,.

### Retour en politique lors des élections régionales de 2021
Dans une interview à France Info en janvier 2021, elle sort de ce retrait en affirmant que sa candidature aux élections régionales « est une hypothèse, clairement ».
Le 13 mars 2021, Najat Vallaud-Belkacem annonce sa candidature aux élections régionales en Auvergne-Rhône-Alpes de juin 2021. Avec 11,40 %, elle se classe quatrième derrière la liste de Laurent Wauquiez, des écologistes et du Rassemblement national et parvient à se maintenir au second tour. Sa liste fusionne finalement avec la liste écologiste de Fabienne Grebert pour créer une « union à gauche », qui ne suffit cependant pas à battre l'équipe sortante, obtenant seulement 32,7 % des voix derrière Wauquiez mais devant le Rassemblement national. Elle préside le groupe socialiste, écologiste et démocrate au conseil régional.

## Idées et positions

### Égalité des chances et pluralité visible
Najat Vallaud-Belkacem met en valeur le concept de « pluralité visible » dans la société française, diversité et égalité n'étant pas incompatibles à son sens.[source secondaire souhaitée] Le 15 septembre 2010, elle écrit et publie avec le sociologue Éric Keslassy un livre pour la Fondation Jean-Jaurès intitulé Pluralité visible et égalité des opportunités.
Au-delà même des problèmes liés à l'intégration, Najat Vallaud-Belkacem table sur la notion d'égalité des chances — « égalité des opportunités ». Elle estime que celle-ci n'est plus garantie, citant la paupérisation de la société française, aggravée par la crise économique. Elle développe ce point de vue dans une tribune d’opinion parue dans Le Monde intitulée « Faire payer la crise aux pauvres n’est pas une fatalité », dans laquelle Najat Vallaud-Belkacem revient sur la pauvreté en France et expose des réponses politiques.

### Droits LGBT et bioéthique

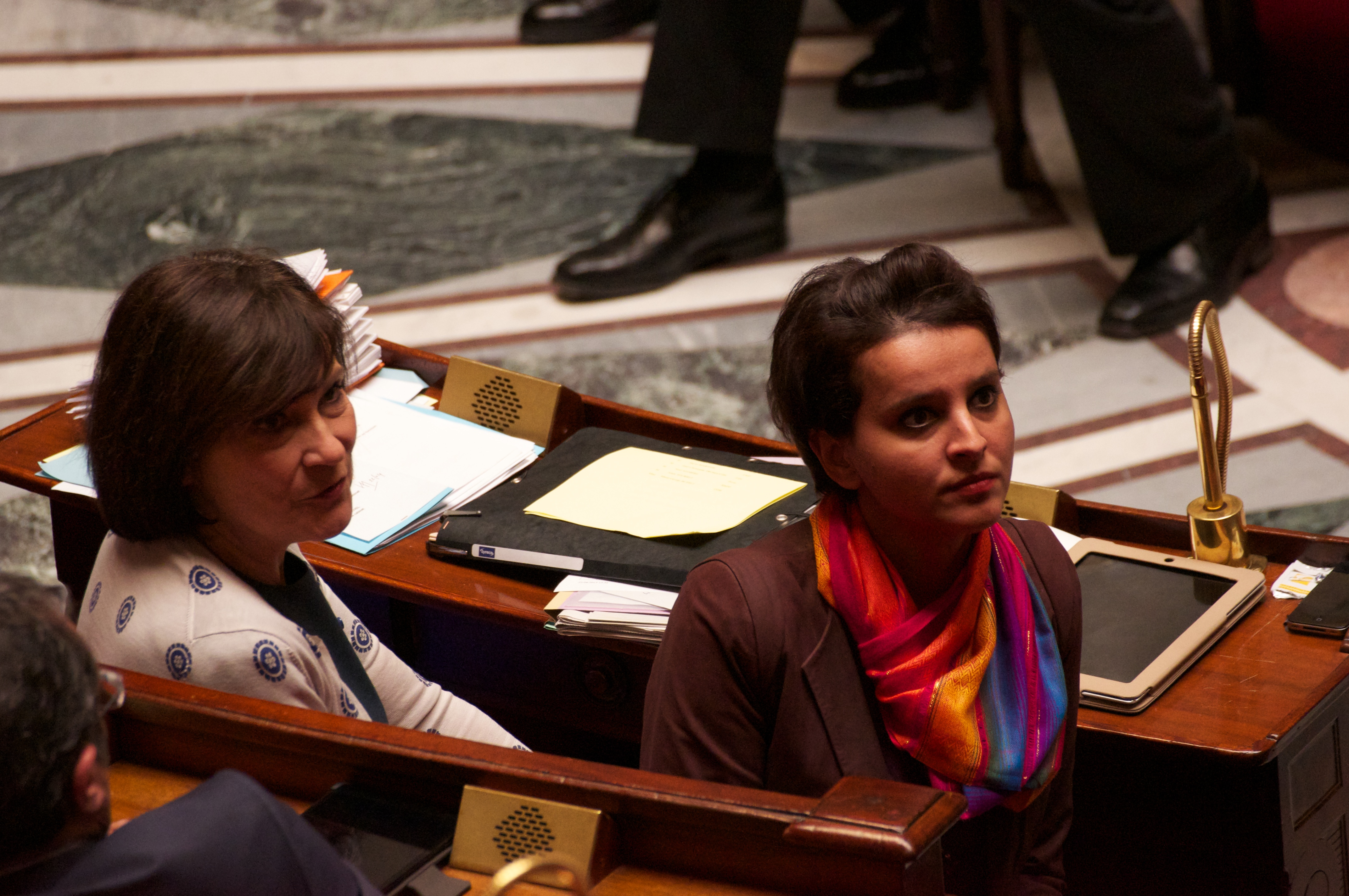
Najat Vallaud-Belkacem (à droite) lors du vote solennel de la loi ouvrant le mariage aux couples de personnes de même sexe - Assemblée nationale, le 23 avril 2013.

Secrétaire nationale au Parti socialiste, Najat Vallaud-Belkacem est chargée des questions de société et des droits des personnes lesbiennes, gays, bisexuelles et transgenres (LGBT) puis rapporteuse d'un projet d'évolution de la loi bioéthique. Elle considère qu’il faut « traduire l'évolution du modèle familial dans le droit ».
Sur les questions des droits des personnes LGBT, elle défend l'ouverture du mariage et de l'adoption aux couples de même sexe ainsi que la lutte contre l'homophobie, la transphobie et les discriminations commises à raison de l'identité de genre. Elle rappelle que ces revendications sont inscrites dans les trente propositions prioritaires du projet du Parti socialiste pour l’élection présidentielle de 2012. Peu avant l'élection présidentielle de 2012, elle représente le candidat François Hollande au meeting Égalité LGBT 2012 organisé par l'Inter-LGBT.
Concernant la bioéthique, Najat Vallaud-Belkacem estime que les arguments contre la possibilité légale d'une gestation pour autrui « gratuite et strictement encadrée » ne sont pas pertinents.
En septembre 2012, Najat Vallaud-Belkacem, alors ministre des Droits des femmes et porte-parole du gouvernement, est chargée par le Premier ministre, Jean-Marc Ayrault, d'une mission de lutte contre l'homophobie et met en œuvre un programme d’action contre les violences et les discriminations contre les personnes LGBT.

### Place du numérique

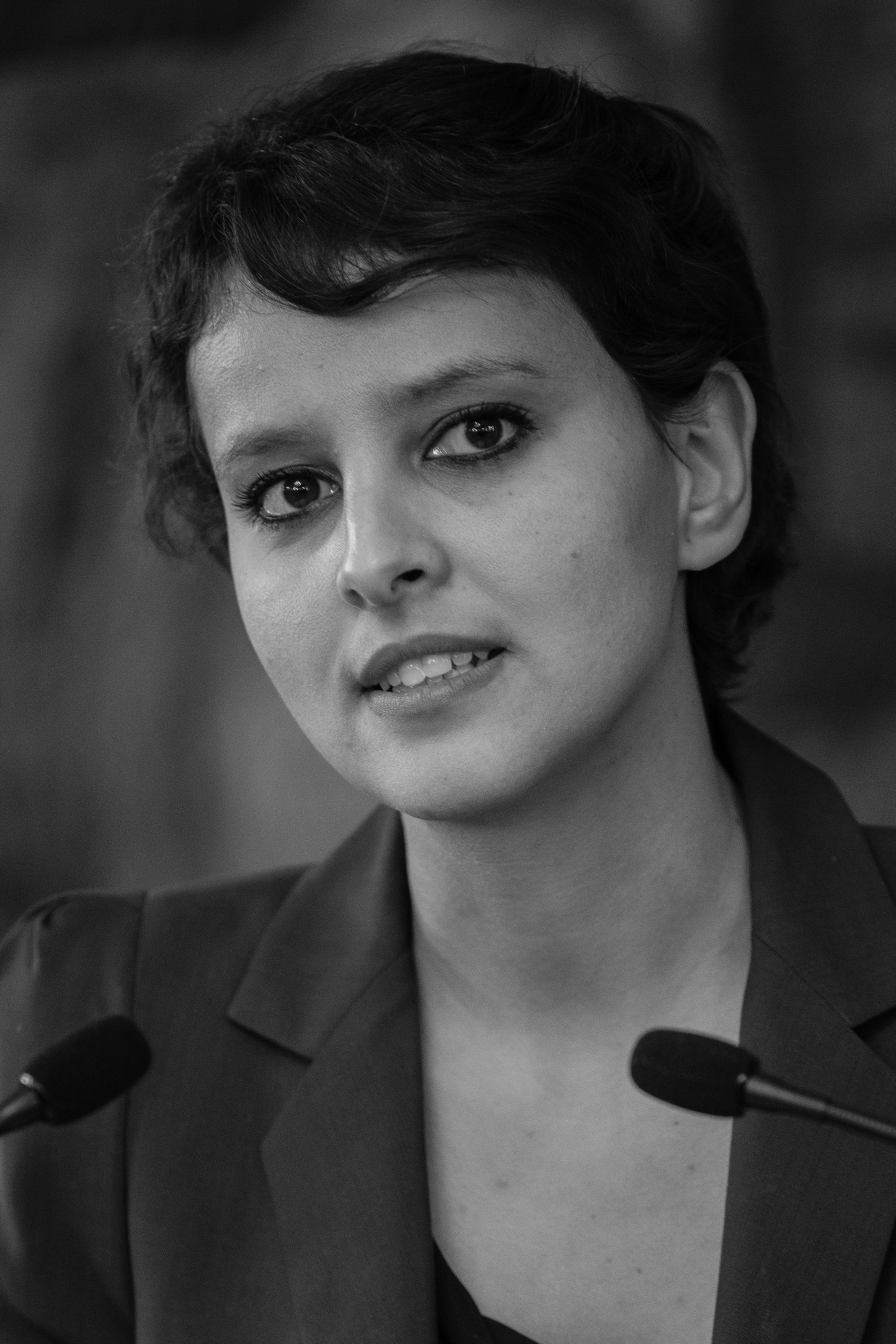
Najat Vallaud-Belkacem en juin 2013.

Najat Vallaud-Belkacem s'occupe de dossiers relatifs à la société de la connaissance, à l’Internet libre et aux réseaux sociaux. Elle a pris position contre la loi Hadopi et fait partie du Collectif de 40 auteurs du livre La Bataille d’Hadopi lancé par La Quadrature du Net.
À la suite de tweets homophobes, Najat Vallaud-Belkacem interpelle le réeau social américain Twitter (devenu X) afin qu’il se conforme à la loi française. Le travail de concertation qu'elle a engagé avec Twitter donne un accès prioritaire aux associations pour le signalement et la suppression de propos illicites. Le 3 juillet 2013, elle propose dans son projet de loi Égalité femmes-hommes d'étendre l’obligation de signalement des hébergeurs aux propos sexistes, homophobes et handiphobes. La disposition est intégrée à la loi le 4 août 2014.
Fin 2015, elle signe un partenariat entre l'Éducation nationale et l'entreprise Microsoft. Ce partenariat sera décrié comme outrepassant le système d'appels d'offre habituel.
En mars 2024, elle s'alarme dans une tribune de la surexposition aux écrans chez les jeunes, entraînant de multiples maux : dépendance à Internet, dépendance au smartphone, cyberharcèlement, dépendance à la pornographie, désinformation, impact environnemental du numérique… Elle propose ainsi de rationner Internet et évoque un quota de trois gigaoctets par semaine. La tribune suscite des réactions mettant en cause son sérieux ou ironisant sur ses positions précédentes, comme l'encouragement au numérique à l'école lorsqu'elle était ministre (avec notamment un partenariat très favorable à Microsoft qui a fait l'objet d'un recours).

### Droit de vote des étrangers
Elle déclare être en faveur du droit de vote aux élections locales pour les étrangers installés sur le territoire depuis au moins cinq ans.

### Dépénalisation du cannabis
Alors qu'en 2009 elle se prononçait pour la dépénalisation du cannabis, Najat Vallaud-Belkacem déclare en 2015 avoir changé d'avis à la suite de son travail sur la question de la prostitution : « ça a été l’occasion pour moi de rentrer dans les détails de ce que sont les trafics et de leur caractère complètement entremêlé : trafic de drogue, trafic du sexe, trafic des armes. Et mon opinion, c’est qu’il faut être implacable avec ces trafics. Donc oui mon opinion a changé sur ce sujet ».

## Mandats et fonctions

### En cours

#### Conseil régional d'Auvergne-Rhône-Alpes
- Conseillère régionale d'Auvergne-Rhône-Alpes depuis 2021
  - Présidente du groupe Socialiste, écologiste et démocrate

### Anciens mandats

#### Fonctions ministérielles
- Ministre des Droits des femmes, porte-parole du gouvernement : 16 mai 2012 - 31 mars 2014
- Ministre des Droits des femmes, de la Ville, de la Jeunesse et des Sports : 2 avril 2014 - 25 août 2014
- Ministre de l'Éducation nationale, de l'Enseignement supérieur et de la Recherche : 26 août 2014 - 10 mai 2017

#### Conseil général du Rhône
- Conseillère générale du département du Rhône de mars 2008 à décembre 2014, élue du canton de Lyon-XIII (Montchat)

#### Conseil municipal de Lyon
- Conseillère municipale de la ville de Lyon, 3e arrondissement sur la liste de Thierry Philip élue le 9 mars 2008 ; elle démissionne le 4 février 2013
- Sixième (puis cinquième) adjointe au maire de Lyon chargée des Grands événements, de la Jeunesse et de la Vie associative de 2008 à 2012
- Conseillère communautaire de la Communauté urbaine de Lyon de 2008 à 2013

#### Conseil régional de Rhône-Alpes
- Conseillère régionale de Rhône-Alpes de 2004 à 2008
  - Présidente de la commission culture de 2004 à 2007
  - Déléguée à la culture de 2007 à 2008

#### Conseil de la communauté marocaine à l'étranger
- Elle est nommée membre du Conseil de la communauté marocaine à l'étranger en décembre 2007. Fin avril 2012, interpellée par Valérie Debord, déléguée adjointe de l'UMP, elle précise avoir quitté cette instance en décembre 2011[275],[11].

## Synthèse des résultats électoraux

### Élections législatives
| Année | Parti       | Parti | Circonscription | 1er tour | 1er tour | 2d tour | 2d tour | Issue  |
| Année | Parti       | Parti | Circonscription | %        | Rang     | %       | Rang    | Issue  |
| ----- | ----------- | ----- | --------------- | -------- | -------- | ------- | ------- | ------ |
| 2007  |             | PS    | 4e du Rhône     | 25,11    | 2e       | 43,43   | 2e      | Battue |
| 2017  | 6e du Rhône | PS    | 16,54           | 2e       | 39,82    | 2e      |         | Battue |

### Élections cantonales
| Année | Parti | Parti | Canton    | 1er tour | 1er tour | 2d tour | 2d tour | Issue |
| Année | Parti | Parti | Canton    | %        | Rang     | %       | Rang    | Issue |
| ----- | ----- | ----- | --------- | -------- | -------- | ------- | ------- | ----- |
| 2008  |       | PS    | Lyon XIII | 42,97    | 1re      | 58,52   | 1re     | Élue  |

### Élections régionales
Les résultats ci-dessous concernent uniquement les élections où elle est tête de liste.
| Année | Liste | Liste     | Région               | 1er tour | 1er tour | 2d tour | 2d tour | Sièges obtenus (liste d'union) | Sièges obtenus (liste V.-B.) |
| Année | Liste | Liste     | Région               | %        | Rang     | %       | Rang    | Sièges obtenus (liste d'union) | Sièges obtenus (liste V.-B.) |
| ----- | ----- | --------- | -------------------- | -------- | -------- | ------- | ------- | ------------------------------ | ---------------------------- |
| 2021  |       | PS-PRG-CÉ | Auvergne-Rhône-Alpes | 11,42    | 4e       | 33,61   | 2e      | 51 / 204                       | 17 / 204                     |

N.B : Entre les deux tours, la liste PS-PRG-CÉ conduite par Najat Vallaud-Belkacem, la liste EÉLV-G·s-GÉ conduite par Fabienne Grébert et la liste PCF-LFI conduite par Cécile Cukierman fusionnent. Fabienne Grébert est alors désignée comme tête de liste.

## Décorations
- Commandeur de l'ordre des Palmes académiques, ex officio en tant que ministre de l'Éducation nationale[280]

## Publications
- Avec Éric Keslassy : Pluralité visible et égalité des opportunités, Fondation Jean-Jaurès (septembre 2010)  (ISBN 978-2-36244-006-9) texte intégral.
- Avec Guillaume Bachelay : Réagissez ! Répondre au FN de A à Z, Jean-Claude Gawsewitch Éditeur (septembre 2011)  (ISBN 978-2-350-13297-6).
- Raison de plus !, Fayard (mars 2012)  (ISBN 978-2-213-66644-0).
- La vie a plus d’imagination que toi, Grasset (mars 2017)  (ISBN 978-2-246-86384-7).
- Avec Sandra Laugier, La société des vulnérables : leçons féministes d'une crise, septembre 2020, Tracts Gallimard[281].
- Avec François Dubet, Le Ghetto scolaire, Seuil, 2024.
- Avec Benjamin Michallet, Réfugiés, ce qu'on ne nous dit pas, Stock, 2025, EAN 9782234099265[282]